# Khvosh Darreh
 (juillet 2018).
Khvosh Darreh (en persan : خوشدره) est un village de la province du Khorasan-e Razavi en Iran. Lors du recensement de 2006, sa population était de 424 habitants pour 142 familles.